# Beyza Arıcı
Pour les articles homonymes, voir Arıcı.
Beyza Arıcı est une joueuse de volley-ball turque née le 27 juillet 1995 à İzmir. Elle mesure 1,92 m et joue au poste de centrale. Elle totalise 37 sélections en équipe de Turquie.

## Clubs
| Club                   | De        | À         |
| ---------------------- | --------- | --------- |
| Vakıfbank İstanbul     | 2008-2009 | 2012-2013 |
| Seramiksan SK          | 2013-2014 | 2013-2014 |
| Sarıyer Belediyesi     | 2014-2015 | 2014-2015 |
| İdmanocağı Spor Kulübü | 2015-2016 | 2015-2016 |
| Çanakkale Belediye     | 2016-2017 | 2016-2017 |
| Eczacıbaşı İstanbul    | 2017-2018 | …         |

## Palmarès

### Équipe nationale
- Ligue des nations
  - Finaliste : 2018.
- Championnat du monde des moins de 23 ans
  - Vainqueur : 2017.

### Clubs
- Coupe de la CEV
  - Vainqueur : 2018.
- Coupe de Turquie
  - Vainqueur: 2019.
  - Finaliste : 2018.
- Supercoupe de Turquie
  - Vainqueur: 2018, 2019, 2020.
- Championnat de Turquie
  - Finaliste : 2018, 2019.
- Championnat du monde des clubs
  - Finaliste : 2019.

### Distinctions individuelles
- Championnat du monde de volley-ball féminin des moins de 23 ans 2017: Meilleure centrale[2].